# Bruford
Bruford is een jazzrockband, genaamd naar zijn drummer Bill Bruford.
De band is ontstaan toen Bruford in 1977 zijn eerste soloalbum opnam, Feels Good to Me, dat een jaar later werd uitgebracht onder de naam Bruford. Bij de opnamen van dit album werd Bruford onder meer bijgestaan door zangeres Annette Peacock, gitarist Allan Holdsworth, bassist Jeff Berlin en toetsenist Dave Stewart. Nadat Bruford en Holdsworth in 1977 en 1978 enige tijd deel uit hadden gemaakt van U.K., werd met deze muzikanten, Peacock uitgezonderd, een tweede album opgenomen, One of a Kind. Bij de opnamen van het derde album, Gradually Going Tornado, had Allan Holdsworth de band verlaten en was hij vervangen door John Clark. 
In 1980 hield Bruford op te bestaan. Bruford ging weer spelen in King Crimson. Voor de jazzrock was hij niet verloren; een aantal jaren later formeerde hij de band Earthworks. 

## Bezetting
| Naam             | Instrumenten                         | Periode   |
| ---------------- | ------------------------------------ | --------- |
| Bill Bruford     | drums, percussion, vibraphone, piano | 1976–1980 |
| Jeff Berlin      | basgitaar, zang                      | 1978–1980 |
| Dave Stewart     | keyboards, piano, synthesizers       | 1976–1980 |
| Allan Holdsworth | gitaar                               | 1976–1979 |
| Annette Peacock  | zang                                 | 1977      |
| John Clark       | gitaar                               | 1979–1980 |

## Albums

### Studioalbums
- 1978: Feels Good to Me
- 1979: One of a Kind
- 1980: Gradually Going Tornado

### Livealbum
- 1980: The Bruford Tapes

### Compilaties
- 1985: Master Strokes 1978-1985
- 2006: Rock goes to College (dvd)